# Jerzy Piechowski
Jan Jerzy Piechowski (ur. 31 marca 1936 w Płocku, zm. 12 stycznia 2003 w Warszawie) – polski pisarz, publicysta, tłumacz, kolekcjoner i koneser sztuki.

## Życiorys
Z wykształcenia filolog klasyczny. Wywodził się z mazowieckiej linii kaszubskiej rodziny szlacheckiej Piechowskich herbu Leliwa, która do połowy XVIII w. używała podwójnego nazwiska Sieczka Piechowski. Był potomkiem Józefa Piechowskiego szambelana ostatniego króla Polski Stanisława Augusta Poniatowskiego.
Niektóre z jego powieści zostały przetłumaczone na język niemiecki i czeski.

## Twórczość (bibliografia)
Powieści i zbiory esejów:
- Cień sprawy 1962
- Sekretarz Piłata 1966
- Drzewo gorczycy 1968
- Rzym płonie 1969
- Znak Salamandry 1970
- Gwiazdy z kraju północy 1971
- Świadkowie i truciciele 1972
- Źrenice mroku 1973
- Trzecia pokusa 1974
- Spotkanie z Minotaurem 1975
- Dumni i niezawiśli (eseje historyczne) 1977
- Pittakos błazen 1978
- Las w którym straszy 1980
- Rycerze wielkiej gry 1981
- Dym czarnych świec 1981
- Imię tego zdrajcy 1982
- Dzień w ogrodzie czasu (eseje z historii sztuki) 1984
- Zemsta bogini Isztar 1986
- Gra królów 1986
- Druga twarz 1986
- Być przy ogniu 1986
- Prorok czy dyktator? - biografia Jana Kalwina 1988
- Ukryte światła herbów 1991
- Grymas Mony Lisy : sztuka, skandale, afery 1992
- Śmierć tańczy poloneza 1992
- Edgar Cayce. Wizjoner z Kentucky 1992; wyd. II pod zmienionym tytułem: Edgar Cayce. Wizjoner nowej ery 1994
- Herby, magia, mity 1995
- Symbol i mit starożytnej Grecji 1995
- Mity starożytnego Rzymu 1996
- Czas minął imperatorze 1999
- Cezar płaci denara 2000
- Aleja starych grabów 1991
- Białe Błota 2003

Przetłumaczył:
- Albert Schweitzer Życie (z niem.) Warszawa: PAX, 1964. Tytuł oryginalny: Lehre der Ehrfurcht vor dem Leben

Przygotował do druku, wydał, opatrzył wstępem i komentarzem:
- Chrząszczewski Antoni Pamiętnik oficjalisty Potockich z Tulczyna Wrocław: Ossolineum, 1976